# Living for the Weekend
Living for the Weekend – trzeci album studyjny amerykańskiego zespołu muzycznego B3, wydany w 2004 roku przez Hansa.

## Lista utworów
Źródło: Discogs
| Nr  | Tytuł                     | Długość |
| --- | ------------------------- | ------- |
| 1.  | „All the Girls”           | 3:13    |
| 2.  | „I Swear”                 | 4:10    |
| 3.  | „Ballerina”               | 3:21    |
| 4.  | „Move Your Body”          | 3:14    |
| 5.  | „I Like the Way”          | 3:37    |
| 6.  | „Own Life”                | 3:01    |
| 7.  | „Until the End of Time”   | 4:04    |
| 8.  | „Close to You”            | 3:35    |
| 9.  | „Into My Life”            | 3:15    |
| 10. | „Rock with You (Girl)”    | 3:33    |
| 11. | „Living for the Weekend”  | 3:41    |
| 12. | „Can’t Fight the Feeling” | 3:33    |
| 13. | „Reason”                  | 3:16    |
| 14. | „Future Lover”            | 3:51    |

## Notowania na listach sprzedaży
| Kraj   | Lista          | Najwyższa pozycja |
| ------ | -------------- | ----------------- |
| Niemcy | Albums Top 100 | 57                |